# Athripsodes commutatus
Athripsodes commutatus är en nattsländeart som först beskrevs av Rostock 1874.  Athripsodes commutatus ingår i släktet Athripsodes och familjen långhornssländor. Arten är reproducerande i Sverige. Inga underarter finns listade i Catalogue of Life.